# خودروهای ایرانی تولید شده در خارج کشور
صنعت خودروی ایران در سال های اخیر کارخانه هایی در خارج کشور به منظور تولید خودروهای داخلی احداث کرده است.

## ایران خودرو

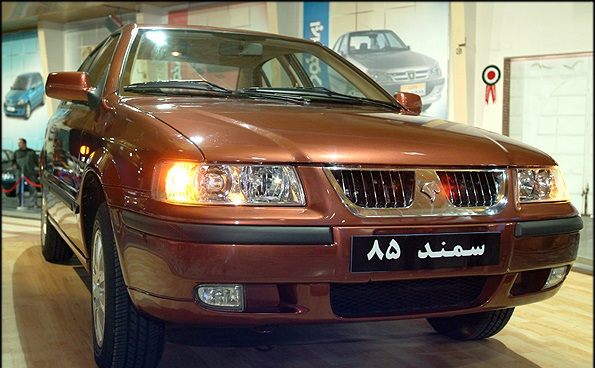

تولید خودروی سمند در سایت های خارجی:
| کشور                     | سایت تولیدی | نام خودرو | آغاز تولید | پایان تولید |
| ------------------------ | ----------- | --------- | ---------- | ----------- |
| ایران - تهران            | ایران خودرو | سمند      | ۲۰۰۲       | تاکنون      |
| سوریه - دمشق             | سیامکو      | شام       | ۲۰۰۵       | ۲۰۱۵        |
| جمهوری آذربایجان - شماخی | آذسمند      | آذسمند    | ۲۰۰۶       | ۲۰۱۰        |
| بلاروس - مینسک           | یونیسون     | سمند      | ۲۰۰۶       | تاکنون      |
| ونزوئلا - ماراکای        | ونیراتو     | سنتارو    | ۲۰۰۶       | تاکنون      |
| سنگال - داکار            | سنیران اتو  | مانتوری   | ۲۰۰۷       | تاکنون      |

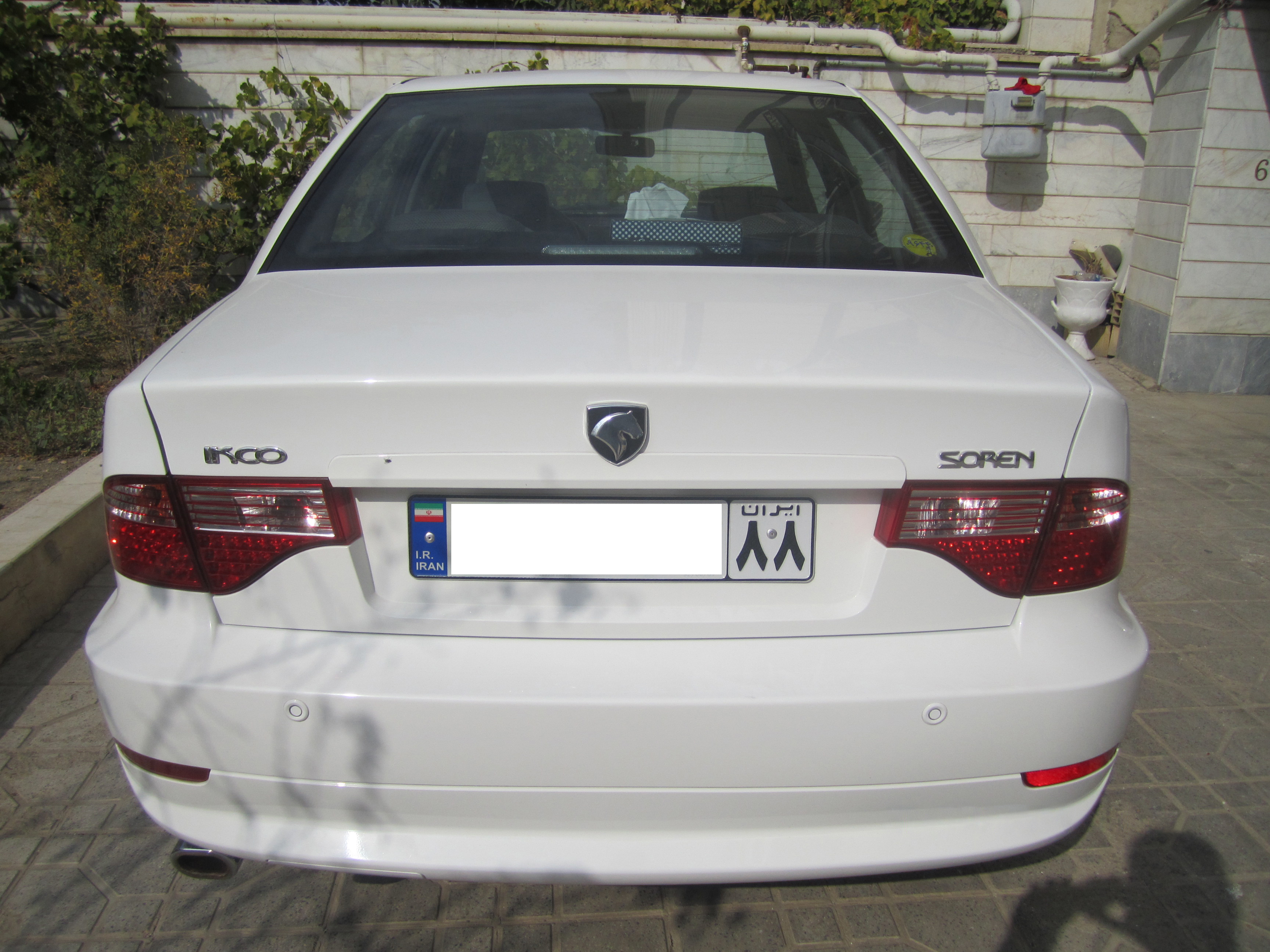

تولید خودروی سورن در سایت های خارجی:
| کشور                     | سایت تولیدی | نام خودرو | آغاز تولید | پایان تولید |
| ------------------------ | ----------- | --------- | ---------- | ----------- |
| ایران - تهران            | ایران خودرو | سورن      | ۲۰۰۶       | تاکنون      |
| چین - تایان              | یانگمن      | GHK7180   | ۲۰۰۶       | ۲۰۰۸        |
| جمهوری آذربایجان - شماخی | آذسمند      | سورن      | ۲۰۰۷       | ۲۰۱۰        |

تولید خودروی رانا در سایت های خارجی:
| کشور             | سایت تولیدی       | آغاز تولید | پایان تولید |
| ---------------- | ----------------- | ---------- | ----------- |
| ایران            | ایران خودرو مرکزی | ۲۰۱۴       |             |
| جمهوری آذربایجان | آذکرون            | ۲۰۱۸       |             |
| سوریه            | سیامکو            | ۲۰۲۱       |             |

تولید خودروی دنا و دنا+ در سایت های خارجی:
| کشور             | سایت تولیدی       | آغاز تولید | پایان تولید |
| ---------------- | ----------------- | ---------- | ----------- |
| ایران            | ایران خودرو مرکزی | ۲۰۱۴       |             |
| جمهوری آذربایجان | آذکرون            | ۲۰۱۸       |             |
| سوریه            | سیامکو            | ۲۰۲۱       |             |